# Monumento Fulford by the Sea
El Monumento Fulford by the Sea (en inglés: Fulford-by-the-Sea Monument) es una fuente histórica de North Miami Beach, Florida al sureste de los Estados Unidos. Fue construida en 1925 como parte del proyecto de desarrollo de la empresa llamada Fulford-by-the-Sea Company. La fuente era una de las más grande construidas en el sur de la Florida en la década de 1920. Se pretendía que se construyeran otras cuatro fuentes similares en otros puntos de acceso a la urbanización. Sin embargo, el Gran Huracán de Miami de 1926 y el final del boom inmobiliario de Florida impidieron su construcción.  La fuente es un sitio histórico Dade y su imagen es parte del logotipo de la ciudad de North Miami Beach. El 29 de noviembre de 2010, fue introducido en el Registro Nacional de Lugares Históricos como Fulford by the Sea Entrance. 